# Eleccions legislatives neerlandeses de 1989
Les eleccions legislatives neerlandeses de 1989 se celebraren el 6 de setembre de 1989, per a renovar els 150 membres de la Tweede Kamer. El partit més votat fou el Crida Demòcrata Cristiana (CDA) de Ruud Lubbers, qui formà un govern de coalició amb VVD.

## Resultats
| ← Eleccions legislatives neerlandeses, 1989 → |                                                       |                   |           |      |        |
| Partit                                        | Partit                                                | Líder             | Vots      | %    | Escons |
|                                               | Crida Demòcrata Cristiana (CDA)                       | Ruud Lubbers      | 3.140.502 | 35,3 | 54     |
|                                               | Partit del Treball (PvdA)                             | Wim Kok           | 2.835.251 | 31,9 | 49     |
|                                               | Partit Popular per la Llibertat i la Democràcia (VVD) | Joris Voorhoeve   | 1.295.402 | 14,6 | 22     |
|                                               | Demòcrates 66 (D66)                                   | Hans van Mierlo   | 701.934   | 7,9  | 12     |
|                                               | Esquerra Verda (GL)                                   | Ria Beckers       | 362.304   | 4,1  | 6      |
|                                               | Partit Polític Reformat (SGP)                         | Bas van der Vlies | 166.082   | 1,9  | 3      |
|                                               | Unió Política Reformada (GPV)                         | Gert Schutte      | 109.637   | 1,2  | 2      |
|                                               | Federació Política Reformada (RPF)                    | Meindert Leerling | 85.237    | 1,0  | 1      |
|                                               | CentrumDemocraten (CD)                                | Hans Janmaat      | 81.527    | 0,9  | 1      |
| Total                                         | Total                                                 |                   | 8.919.787 | 80,3 | 150    |